# Hoplostethus pacificus
Hoplostethus pacificus är en fiskart som beskrevs av Garman, 1899. Hoplostethus pacificus ingår i släktet Hoplostethus och familjen Trachichthyidae. Inga underarter finns listade i Catalogue of Life.